# گمشده و پیداشده (فیلم ۱۹۹۹)
گمشده و پیداشده (به انگلیسی: Lost & Found) فیلمی محصول سال ۱۹۹۹ و به کارگردانی جف پولاک است. در این فیلم بازیگرانی همچون دیوید اسپید، سوفی مارسو، پاتریک بروئل، آرتی لانگی، میچل وایتفیلد، مارتین شین، کریستین کلمنسون، استل هریس، مارلا گیبس، رز ماری، کارول کوک، میشل کلونی، اور کارادین، جان لاویتس، هل اسپارکس، جیسون استوارت و فرانکی میونیز ایفای نقش کرده‌اند.